# الهيئة العامة للمنطقة الاقتصادية لقناة السويس
الهيئة العامة للمنطقة الاقتصادية لقناة السويس (بالإنجليزية: SCZone - Suez Canal Economic Zone)‏، هي هيئة حكومية مصرية تتبع رئيس مجلس الوزراء، أنشأت طبقاً لقرار رئيس الجمهورية رقم 35 لسنة 2003، تحت اسم (الهيئة العامة للمنطقة الاقتصادية شمال غرب خليج السويس) قبل تغيير اسمها إلى الاسم الحالي، وعين أول مجلس إدارة لها في نوفمبر 2015 لتتولى إدارة وتنفيذ مشروع محور قناة السويس بصفة منفصلة عن هيئة قناة السويس.
تمتلك الهيئة صلاحيات وسلطات كاملة على محور قناة السويس في كل ما يتعلق بكافة الأنشطة والمشروعات المقامة داخل الإطار الجغرافي للمشروع دون تدخل من المحافظات التي تقع في نطاقها تلك المشروعات. ولها سلطة الولاية وصلاحية كافة الوزارات والمحافظات والهيئات داخل الحدود الجغرافية للمنطقة الاقتصادية دون المساس باختصاصات الوزارات السيادية والتي تشمل الدفاع والداخلية والعدل والخارجية.

## التشريعات المنظمة
- قانون رقم 83 لسنة 2002 بإصدار قانون المناطق الاقتصادية ذات الطبيعة الخاصة.[10]
- قرار رئيس الجمهورية رقم 35 لسنة 2003 بإنشاء الهيئة العامة للمنطقة الاقتصادية بمنطقة شمال غرب خليج السويس.[11]
- قرار رئيس مجلس الوزراء رقم 901 لسنة 2012 بتفويض وزير الاستثمار بالإشراف على الهيئة العامة للمنطقة الاقتصادية بمنطقة شمال غرب خليج السويس.[12]
- قرار رئيس مجلس الوزراء رقم 640 لسنة 2013 بتفويض وزير الاستثمار بالإشراف على الهيئة العامة للمنطقة الاقتصادية بمنطقة شمال غرب خليج السويس.[13]
- قرار رئيس مجلس الوزراء رقم 347 لسنة 2014 بتولي وزير التجارة والصناعة والاستثمار الإشراف على الهيئة العامة للمنطقة الاقتصادية بمنطقة شمال غرب خليج السويس.[14]
- قرار رئيس مجلس الوزراء رقم 1040 لسنة 2014 بتولي وزير الاستثمار الإشراف على الهيئة العامة للمنطقة الاقتصادية بمنطقة شمال غرب خليج السويس.[15]
- قرار رئيس الجمهورية رقم 330 لسنة 2015 بإنشاء المنطقة الاقتصادية لقناة السويس، والحاق المواني البحرية الستة (ميناء شرق بورسعيد، ميناء غرب بورسعيد، ميناء الأدبية، ميناء العين السخنة، ميناء الطور، ميناء العريش) بالمنطقة الاقتصادية.[16]
- قرار رئيس مجلس الوزراء رقم 2282 لسنة 2015 بتغيير اسم الهيئة من الهيئة العامة للمنطقة الاقتصادية بمنطقة شمال غرب خليج السويس إلى الهيئة العامة للمنطقة الاقتصادية لقناة السويس، ونقل تبعية المواني البحرية الستة (ميناء شرق بورسعيد، ميناء غرب بورسعيد، ميناء الأدبية، ميناء العين السخنة، ميناء الطور، ميناء العريش) إلى الهيئة.[17]

### الهيئة العامة لموانئ بورسعيد سابقاً
هي الهيئة السابقة التي كان يتبعها المواني البحرية الستة (ميناء شرق بورسعيد، ميناء غرب بورسعيد، ميناء الأدبية، ميناء العين السخنة، ميناء الطور، ميناء العريش).
- القانون رقم 88 لسنة 1980 في شأن إنشاء الهيئة العامة لميناء بورسعيد.[21]
- قرار رئيس الجمهورية رقم 565 لسنة 1980 في شأن تنظيم وتحديد اختصاصات الهيئة العامة لميناء بورسعيد.[22]
- قرار رئيس الجمهورية رقم 400 لسنة 1984 في شأن تنظيم وتحديد اختصاصات الهيئة العامة لميناء بورسعيد.[23]
- قرار رئيس الجمهورية رقم 213 لسنة 1986 في شأن تحديد الأصول المخصصة للهيئة العامة لميناء بورسعيد.[24]
- قرار رئيس الجمهورية رقم 247 لسنة 1999 في شأن تحديد أصول ميناء العريش التي تؤول إلى الهيئة العامة لميناء بورسعيد.[25]

## رؤساء الهيئة
- وليد جمال الدين (أغسطس 2022 - الآن)[26]
- يحيى زكي (أغسطس 2019 - أغسطس 2022)[27]
- مهاب مميش (أبريل 2017 - أغسطس 2019).[28]
- أحمد درويش (نوفمبر 2015 - أبريل 2017).[29]

## الشركات التابعة
- شركة التنمية الرئيسية للمنطقة الاقتصادية لقناة السويس. 51 %.[30][31][32][33][34]
- شركة المنطقة الاقتصادية للمرافق[35][36]
- الشركة الوطنية المصرية لصناعات السكك الحديدية [37]
- شركة المنطقة الاقتصادية للاستثمار [38]

## الموانئ التابعة
- ميناء شرق بورسعيد.
- ميناء غرب بورسعيد.
- ميناء الأدبية.
- ميناء السخنة
- ميناء العريش.
- ميناء الطور.

## المناطق الصناعية التابعة

### منطقة العين السخنة
منطقة العين السخنة، هو محور صناعي ولوجيستي رئيسي عند المدخل الجنوبي لقناة السويس، يجمع بين مرافق الموانئ والمناطق الصناعية والمناطق السكنية، والطرق الممهدة والسكك الحديدية وربطهم بالقاهرة ومدينة السويس.
أكثر من 162 كم مربع من مجموع 210 كم مربع من العين السخنة مخصصة للتصنيع. تم تصميم المنطقة لاستيعاب الصناعات الثقيلة والمتوسطة والخفيفة، فضلاً عن المرافق التجارية. كما توجد فرص للتطوير العقاري لبناء المجمعات السكنية. وتشمل األنشطة ذات الصلة البحري بناء السفن وخدمات الإصلاح، وتزويد السفن بالوقود، تكهين الحاويات وإعادة تدويرها.

### منطقة شرق بورسعيد
منطقة شرق بورسعيد يجرى تطويرها لتصبح مركز إعادة شحن رئيسي بالإضافة إلى مركز لوجستي متعدد الوسائط، وهذه المنطقة تحتل75.5 كم مربع بالمنطقة المتاخمة لميناء شرق بورسعيد. طبقاً للمخطط العام للمنطقة، تم تخصيص 40 كم مربع من المنطقة للأنشطة التجارية والصناعات المتوسطة والخفيفة. كما أن توسيع ميناء شرق بورسعيد في الجزء الشمالي الغربي من المنطقة يحفز التنمية الصناعية ويخلق الفرص لتحلية المياه وإنشاء محطات توليد الطاقة، وأيضاً العمل على توسيع شبكة الطرق.
وضمن الفرص الاستثمارية بالمنطقة التطوير العقاري ومشاريع سكنية في شرق بورسعيد والبردويل والتي تتميز بأن بعضها ذا إطلالة على البحر المتوسط.

### منطقة غرب القنطرة
منطقة غرب القنطرة عبارة عن مجتمع سكني جديد من إنشاء مصانع للصناعات الخفيفة ومراكز للخدمات اللوجستية تسهل الوصول إلى قناة السويس. تقع بالقرب من الأراضي الزراعية على بعد 30 كم من شمال الإسماعيلية على طريق بورسعيد.
لغرب القنطرة مزايا عديدة من حيث قربها من الدلتا الخصبة وتعتبر مثالية للأعمال التجارية الزراعية.
حالياً، هناك ما يقارب من 13.6 م مربع متاحة للتنمية في منطقة زودت جيداً بالماء والكهرباء والمشاريع اللوجستية والصرف. كما أن المؤسسات اللوجستية توفر عدة خدمات- على سبيل المثال لا الحصر- خدمات التخزين والنقل والتوزيع والشحن والاستلام والتغليف.

### منطقة شرق الإسماعيلية
مركز جديد لصناعات التكنولوجيا الفائقة، فضلاً عن التخطيط لاحتواؤه على مؤسسات البحوث العلمية والمؤسسات التعليمية.
تقع منطقة شرق الإسماعيلية على بعد 10 كم من شرق قناة السويس، ويغطي مساحة 71 كم مربع.
مع تمديدات الكهرباء وإمدادات المياه، فإن شرق الإسماعيلية تقدم فرص وافرة للصناعات الخفيفة والمتوسطة، ومراكز البحث والتطوير، فضلاً عن الخدمات والمشاريع التجارية.
يتم قيد الإنشاء حالياً حفر نفق لربط شرق الإسماعيلية مع البر الرئيسي المصري والذي سوف يؤدي إلى خفض وقت النقل من الشرق إلى الغرب إلى حد كبير.

## أنظر أيضًا
- الجهاز الوطني لتنمية شبه جزيرة سيناء.
- الهيئة العامة للمنطقة الاقتصادية للمثلث الذهبي.
- هيئة تنمية الصعيد.

## وصلات خارجية
- الموقع الرسمي للهيئة.
- الصفحة الرسمية للهيئة على موقع فيس بوك.